# Лінда Дж. Альварадо
Лінда Альварадо (нар.. 1952) — президент та головний виконавчий директор компанії Alvarado Construction, Inc., великої комерційної та промислової компанії з генеральних підрядів / управління сайтами та проєктування / будівництва у Денвері, штат Колорадо. Вона також є президентом Palo Alto, Inc. (ресторанної компанії), співвласником бейсбольної команди Колорадо-Скелястих гір і нині[коли?] членом правління 3M.

## Раннє життя
Альварадо народилася 1952 року в Альбукерці, штат Нью -Мексико. Вона навчалася в коледжі Помона в Клермонті, Каліфорнія, який закінчила 1973 року зі ступенем бакалавра економіки. У 5 -річному віці мала від фізичні проблеми, у неї виявили грижу. Вона заснувала компанію «Альварадо» у 1976 році за допомогою своїх батьків, давши позику у 2500 доларів. Компанія розпочала з будівництва бетонних тротуарів та перейшла до великих проєктів, таких як школи, стадіони та басейни. Коли Лінда Альварадо тільки відкрила свій бізнес, вона активно обслуговувала некомерційні ради, підтримувала меншини та розвивала міцніші зв'язки з центром міста. У 27-річному віці вона стала членом своєї першої корпоративної ради.

## Кар'єра
Лінда Альварадо заснувала свою компанію Alvarado Construction у 1976 році і продовжує управляти компанією на посаді генерального директора. Вважається однією з найбільш швидкозростаючих будівельних компаній у США, Alvarado Construction має офіси в чотирьох різних штатах. Зараз Alvarado Construction є однією з найбільших компаній комерційної нерухомості на заході, що має дохід у розмірі 41 млн доларів на рік. Вона також займає посади директора у 5 компаніях Fortune 1000 і входить до складу правління 3M, Pitney Bowes, групи Pepsi Bottling та Qwest Communications International. Альварадо є співвласником бейсбольної франшизи вищої ліги- Скелястих гір Колорадо. Вона стала першою латиноамериканською співвласницею команди вищої ліги, і першою жінкою, яка коли-небудь брала участь у офіційній заявці на право власності на бейсбольну команду вищої ліги. Альварадо також володіє багатьма франшизами ресторанів у різних штатах.

## Нагороди та відзнаки
- Нагорода Сара Лі Корпорації «Frontrunner Award» (1993)[4],
- Ревлон Ділова жінка року (1996),
- ТОП-100 найвпливовіших латиноамериканців в Америці за версією журналу іспаномовного бізнесу,
- Член Консультативної комісії Президента з питань досконалості освіти для американців -латиноамериканців (1995—2001),
- Відзнака «Ділова жінка року іспаномовної латиноамериканської країни» 1996 року, відзначена престижною премією «Сара Лі Корпорація Фронтунер»,
- Премія Гораціо Альгера 2001 року,
- Занесення до Колорадського жіночого залу слави (2002),
- Занесення до Національного жіночого залу слави (2003),
- Член Комісії Білого дому з питань латиноамериканського досконалості в освіті,
- Мексикансько-американський фонд визнав Жінкою року,
- Нагорода директора Національного жіночого економічного альянсу.[9]
- Номінація «Найнадихаючіший американський латиноамериканець» американської латиноамериканської телемережі.[10]

## Залучення громади
Альварадо підтримує ініціативи з проосвіти латиноамериканців та допомагає латиноамериканським жінкам створювати власну бізнес-кар'єру. Вона є членом Великої торгової палати Денвера, Національної мережі іспаномовних жінок та Торговельної палати іспаномовних громадян.